# Salva Kiir Mayardit
Salva Kiir Mayardit (13. rujna 1951.) prvi je predsjednik Južnog Sudana. Kiir Mayardit je iz etničke skupine Dinka, a po vjeroispovijesti je rimokatolik. Postao je potpredsjednikom Sudana u kolovozu 2005. godine nakon što je dotadašnji potpredsjednik John Garang i politički vođa Južnog Sudana stradao u helikopterskoj nesreći.